# Lozang Kalzang Gjamccho
Lozang Kalzang Gjamccho (1708 – 22. března 1757), často nazýván jen Lozang Kalzang, případně Kalzang Lozang, byl 7. tibetským dalajlamou.
Narodil se ve městě Litang ve východním Tibetu, v dnešní čínské provincii S’-čchuan. 6. daljalama zanechal v jedné ze svých básní nápovědu, jak 7. dalajlamu rozpoznat. Roku 1721 byl 7. dalajlama oficiálně uveden do funkce.